# گاربج
گاربج (به انگلیسی: Garbage) گروهٔ موسیقی راک می‌باشد که در سال ۱۹۹۳ در شهر مدیسن، ویسکانسین به‌وجود آمد. ترکیب اعضای گروه از ابتدا تا کنون تغییری نکرده و شامل شرلی منسون (خواننده) و موسیقی‌دانان آمریکایی دوک اریکسون (گیتار، بیس، کیبورد)، استیو مارکر (گیتار، کیبورد) و بوچ ویگ (درامز، پرکاشن) است. هر چهار عضو گروه در ترانه‌سرایی و تهیه‌کنندگی موسیقی گروه مشارکت دارند. گروهٔ گاربج بیش از ۱۷ میلیون آلبوم در سراسر جهان فروخته است.
نخستین آلبوم گاربج که در سال ۱۹۹۵ با نام خود گروه منتشر شد، با تحسین منتقدان روبه‌رو شد و بیش از چهار میلیون نسخه فروخت و دو گواهی پلاتین در بریتانیا، ایالات متحده و استرالیا دریافت کرد. این آلبوم با مجموعه‌ای از تک‌آهنگ‌های پیاپی و روزافزون موفق همراه بود، از جمله «دختر احمق» و «فقط زمانی خوشحالم که می‌بارد». دومین آلبوم گروه با نام نسخهٔ ۲.۰ (۱۹۹۸)، موفقیتی هم‌سطح با آلبوم نخست داشت. این اثر به صدر جدول آلبوم‌های بریتانیا رسید و نامزد دریافت دو جایزهٔ گرمی شد. پس از آن گروه با اجرای ترانهٔ اصلی نوزدهمین فیلم جیمز باند، دنیا کافی نیست (۱۹۹۹)، که خود نیز در تهیه و تولید آن مشارکت داشت، فعالیتش را ادامه داد. سومین آلبوم گاربج با نام زبالهٔ زیبا (۲۰۰۱) نیز از نظر منتقدان تحسین شد، اما با وجود فروش بیش از یک میلیون نسخه در سه ماه اول، نتوانست به موفقیت تجاری آلبوم‌های پیشین برسد.
گاربج در میانهٔ مشکلات تولید آلبوم چهارمشان به نام خونریزی مثل من (۲۰۰۵) به‌طور موقت از هم جدا شدند، اما دوباره گرد هم آمدند تا آلبوم را کامل کنند. این اثر در ایالات متحده به رتبهٔ چهارم جدول فروش رسید که بالاترین جایگاهٔ کاری این گروه به شمار می‌آید. گروه تور کنسرت خونریزی مثل من را پیش از پایان برنامه قطع کردند و اعلام کردند که برای مدت نامعلومی به استراحت می‌روند تا به دنبال علایق شخصی خود باشند. این وقفه در سال ۲۰۰۷ به‌طور موقت شکسته شد، زمانی که آن‌ها چند قطعه جدید برای آلبوم بهترین آثارشان با عنوان گاربج مطلق ضبط کردند. گروه در سال ۲۰۱۱ دوباره گرد هم آمدند، و آلبوم پنجمین آلبوم خود، از مدل آدم‌های مثل تو نیستیم (۲۰۱۲) را به صورت مستقل و از طریق شرکت نشر خودشان، استان‌ولیوم، منتشر کردند که با استقبال مثبتی روبه‌رو شد. آن‌ها سپس آلبوم‌های پرندگان کوچک عجیب (۲۰۱۶) و نه خدایی نه اربابی (۲۰۲۱) را منتشر کردند. هشتمین آلبوم استودیویی گروه با عنوان بذار هرچی تو ذهنمونه نور باشه در ۳۰ مهٔ سال ۲۰۲۵ منتشر شد.